# Alexandru Gațcan
Alexandru Gațcan (sinh ngày 27 tháng 3 năm 1984) là một cựu cầu thủ bóng đá người Moldova. Anh chơi ở vị trí tiền vệ trung tâm.
Năm 2007, anh trở thành công dân Nga.
Anh thi đấu 2 trận ở Vòng loại Giải vô địch bóng đá thế giới 2006 khu vực châu Âu và 7 trận ở Vòng loại UEFA Euro 2008. Gațcan ra sấn 61 lần cho Đội tuyển bóng đá quốc gia Moldova, ghi 5 bàn.

## Thống kê sự nghiệp

### Câu lạc bộ

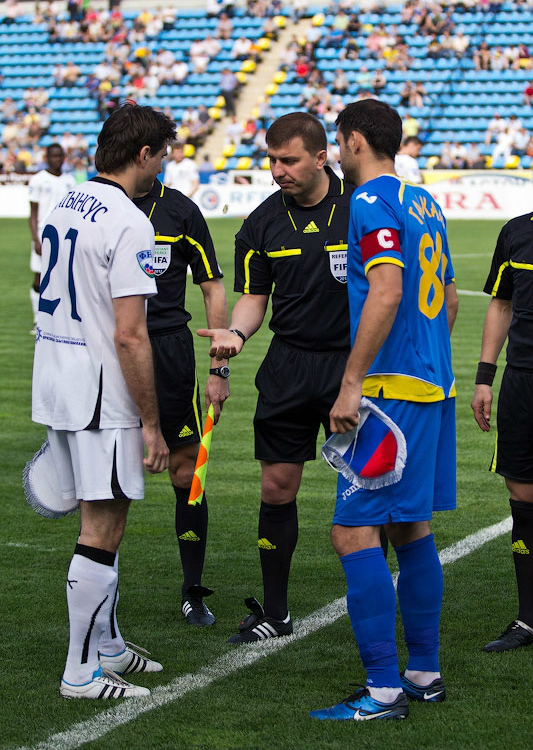
Valeriu Catînsus and Alexandru Gațcan in a match F.K. Shinnik and F.K. Rostov ở Ngan championship vào ngày 18 tháng 5 năm 2012

Tính đến 13 tháng 5 năm 2018
| Câu lạc bộ                   | Mùa giải            | Giải vô địch                | Giải vô địch | Giải vô địch | Cúp Quốc gia | Cúp Quốc gia | Châu lục | Châu lục  | Khác    | Khác      | Tổng cộng | Tổng cộng |
| Câu lạc bộ                   | Mùa giải            | Hạng đấu                    | Số trận      | Bàn thắng    | Số trận      | Bàn thắng    | Số trận  | Bàn thắng | Số trận | Bàn thắng | Số trận   | Bàn thắng |
| ---------------------------- | ------------------- | --------------------------- | ------------ | ------------ | ------------ | ------------ | -------- | --------- | ------- | --------- | --------- | --------- |
| F.K. Spartak Moskva          | 2004                | Giải bóng đá ngoại hạng Nga | 0            | 0            | 0            | 0            | 0        | 0         | –       | –         | 0         | 0         |
| F.K. Spartak Nizhny Novgorod | 2005                | FNL                         | 36           | 2            | 0            | 0            | –        | –         | –       | –         | 36        | 2         |
| F.K. Rubin Kazan             | 2006                | Giải bóng đá ngoại hạng Nga | 21           | 1            | 4            | 1            | 2        | 0         | –       | –         | 27        | 2         |
| F.K. Rubin Kazan             | 2007                | Giải bóng đá ngoại hạng Nga | 19           | 1            | 3            | 1            | 2        | 0         | –       | –         | 24        | 2         |
| F.K. Rubin Kazan             | 2008                | Giải bóng đá ngoại hạng Nga | 0            | 0            | 0            | 0            | –        | –         | –       | –         | 0         | 0         |
| F.K. Rubin Kazan             | Tổng cộng           | Tổng cộng                   | 40           | 2            | 7            | 2            | 4        | 0         | 0       | 0         | 51        | 4         |
| F.K. Rostov                  | 2008                | FNL                         | 14           | 3            | 0            | 0            | –        | –         | –       | –         | 14        | 3         |
| F.K. Rostov                  | 2009                | Giải bóng đá ngoại hạng Nga | 26           | 4            | 0            | 0            | –        | –         | –       | –         | 26        | 4         |
| F.K. Rostov                  | 2010                | Giải bóng đá ngoại hạng Nga | 24           | 0            | 0            | 0            | –        | –         | –       | –         | 24        | 0         |
| F.K. Rostov                  | 2011–12             | Giải bóng đá ngoại hạng Nga | 35           | 4            | 5            | 0            | –        | –         | 2       | 0         | 42        | 4         |
| F.K. Rostov                  | 2012–13             | Giải bóng đá ngoại hạng Nga | 27           | 0            | 3            | 0            | –        | –         | 2       | 0         | 32        | 0         |
| F.K. Rostov                  | 2013–14             | Giải bóng đá ngoại hạng Nga | 25           | 1            | 3            | 2            | –        | –         | –       | –         | 28        | 3         |
| F.K. Rostov                  | 2014–15             | Giải bóng đá ngoại hạng Nga | 26           | 1            | 0            | 0            | 2        | 0         | 3       | 0         | 31        | 1         |
| F.K. Rostov                  | 2015–16             | Giải bóng đá ngoại hạng Nga | 23           | 2            | 0            | 0            | –        | –         | –       | –         | 23        | 2         |
| F.K. Rostov                  | 2016–17             | Giải bóng đá ngoại hạng Nga | 24           | 3            | 0            | 0            | 13       | 0         | –       | –         | 37        | 3         |
| F.K. Rostov                  | 2017–18             | Giải bóng đá ngoại hạng Nga | 26           | 2            | 2            | 0            | –        | –         | –       | –         | 28        | 2         |
| F.K. Rostov                  | Tổng cộng           | Tổng cộng                   | 250          | 20           | 13           | 2            | 15       | 0         | 7       | 0         | 285       | 22        |
| Tổng cộng sự nghiệp          | Tổng cộng sự nghiệp | Tổng cộng sự nghiệp         | 326          | 24           | 20           | 4            | 19       | 0         | 7       | 0         | 372       | 28        |

### Quốc tế
| Đội tuyển quốc gia Moldova | Đội tuyển quốc gia Moldova | Đội tuyển quốc gia Moldova |
| Năm                        | Số trận                    | Bàn thắng                  |
| -------------------------- | -------------------------- | -------------------------- |
| 2005                       | 3                          | 1                          |
| 2006                       | 3                          | 0                          |
| 2007                       | 7                          | 0                          |
| 2008                       | 3                          | 0                          |
| 2009                       | 4                          | 0                          |
| 2010                       | 0                          | 0                          |
| 2011                       | 2                          | 0                          |
| 2012                       | 6                          | 0                          |
| 2013                       | 7                          | 0                          |
| 2014                       | 8                          | 1                          |
| 2015                       | 4                          | 1                          |
| 2016                       | 6                          | 1                          |
| 2017                       | 1                          | 1                          |
| 2018                       | 9                          | 0                          |
| Tổng cộng                  | 63                         | 5                          |

Thống kê chính xác tính đến trận đấu diễn ra ngày 15 tháng 11 năm 2018

### Bàn thắng quốc tế
Tỉ số và kết quả liệt kê bàn thắng của Moldova trước.
| #  | Ngày                 | Địa điểm                                                         | Đối thủ     | Tỉ số | Kết quả | Giải đấu                                     |
| -- | -------------------- | ---------------------------------------------------------------- | ----------- | ----- | ------- | -------------------------------------------- |
| 1. | 12 tháng 10 năm 2005 | Sân vận động Via del Mare, Lecce, Ý                              | Ý           | 1–1   | 1–2     | Vòng loại Giải vô địch bóng đá thế giới 2006 |
| 2. | 24 tháng 5 năm 2014  | Sân vận động Thành phố Chapín, Jerez de la Frontera, Tây Ban Nha | Ả Rập Xê Út | 4–0   | 4–0     | Giao hữu                                     |
| 3. | 18 tháng 2 năm 2015  | Mardan Sports Complex, Aksu, Turkey                              | Kazakhstan  | 1–1   | 1–1     | Giao hữu                                     |
| 4. | 12 tháng 11 năm 2016 | Boris Paichadze Dinamo Arena, Tbilisi, Gruzia                    | Gruzia      | 1–1   | 1–1     | Vòng loại Giải vô địch bóng đá thế giới 2018 |
| 5. | 19 tháng 3 năm 2017  | Sân vận động San Marino, Serravalle, San Marino                  | San Marino  | 2–0   | 2–0     | Giao hữu                                     |

## Danh hiệu
- Cầu thủ bóng đá xuất sắc nhất năm Moldova (1): 2013[5]
- Cúp quốc gia Nga: 2013-14
- Giải bóng đá ngoại hạng Nga: Á quân(1): 2015-2016